# Gjesing Sogn (Esbjerg Kommune)
 For alternative betydninger, se Gjesing Sogn. (Se også artikler, som begynder med Gjesing Sogn)
Gjesing Sogn er et sogn i Skads Provsti (Ribe Stift).
I 1982-83 blev Gjesing Kirke opført, og i 1979 var Gjesing Sogn udskilt fra Bryndum Sogn, som havde hørt til Skast Herred i Ribe Amt. Bryndum sognekommune var ved kommunalreformen i 1970 indlemmet i Esbjerg købstad, som blev kernen i Esbjerg Kommune.
I sognet findes følgende autoriserede stednavne:
- Gjesing (bebyggelse, ejerlav)
- Gjesing Plantage (areal)
- Spangsbjerg (bebyggelse, ejerlav)